# Suore di carità della Santa Vergine e Addolorata Madre di Dio
Le Suore di Carità della Santa Vergine e Addolorata Madre di Dio, dette Clementine (in tedesco Barmherzige Schwestern von der Allerseligsten Jungfrau und Schmerzhaften Mutter Maria, ovvero Clemensschwestern), sono un istituto religioso femminile di diritto diocesano.

## Storia
La congregazione, la prima sorta in Germania dopo la Rivoluzione francese, fu fondata a Münster il 1º novembre 1808 da Clemens August Droste zu Vischering, vicario generale della diocesi, per l'educazione della gioventù e la cura dei malati e dei bisognosi. Nel 1820 le religiose assunsero la gestione del Clemenshospital di Münster, dal quale trassero il titolo di "clementine".
Federico Leopoldo, conte di Stolberg-Stolberg, fornì alla nascente congregazione i mezzi finanziari e Bernhard Overberg, rettore del seminario di Münster, collaborò con il fondatore per l'organizzazione dell'istituto. Johann Georg Müller, vescovo di Münster, il 30 ottobre 1858 concesse all'istituto l'approvazione diocesana, confermata il 10 febbraio 1943 dal successore di Müller, Clemens August von Galen.
La seconda guerra mondiale procurò gravi danni alla congregazione: la casa madre e numerosi conventi andarono distrutti e 101 suore persero la vita.
Una suora della congregazione, Maria Eutimia Üffing, è stata proclamata beata da papa Giovanni Paolo II il 7 ottobre 2001.

## Attività e diffusione
Le suore clementine si dedicano essenzialmente a opere di assistenza sociale e sanitaria.
Oltre che in Germania, sono attive in Ruanda. La sede generalizia è a Münster.
Nel 1970 la congregazione contava 1.983 religiose professe e 15 novizie organizzate in 110 comunità.